# Rechtspersoon
Een rechtspersoon is een juridische constructie waardoor een abstracte entiteit of organisatie kan optreden en rechtshandelingen verrichten als een volwaardig en handelingsbekwaam persoon in het rechtsverkeer behept met rechten en plichten zoals een natuurlijk persoon dat kan doen, dat wil zeggen, ook een rechtssubject wordt. Met andere woorden, een rechtspersoon kan bezittingen en schulden hebben, overeenkomsten aangaan, rechtszaken aanspannen of aangeklaagd worden. Een rechtspersoon heeft dus, evenals een natuurlijk persoon, rechtspersoonlijkheid.

## Soorten
Publiekrechtelijke rechtspersonen, kerkgenootschappen en privaatrechtelijke rechtspersonen bezitten rechtspersoonlijkheid. Publiekrechtelijke rechtspersonen zijn: de Staat, de provincies, de gemeenten, de waterschappen en de lichamen waaraan krachtens de Grondwet verordenende bevoegdheid is verleend. Privaatrechtelijke rechtspersonen zijn: verenigingen, stichtingen, coöperaties, onderlinge waarborgmaatschappijen, naamloze vennootschappen, besloten vennootschappen met beperkte aansprakelijkheid.

## Wezen
Rechtspersoonlijkheid wordt toegepast in die gevallen waarin het wenselijk is de praktische verwezenlijking van een concrete doelstelling te vergemakkelijken, door een juridische (af)scheiding  van de vermogensrechten van een bestaande persoon te realiseren. Verschillende personen kunnen hun kapitaal bundelen voor een bepaalde onderneming of project, en dit op een effectieve wijze besturen. Voorbeeld zijn het stellen van handelsdaden (commercieel) of het realiseren van een goed doel (ideëel). Een rechtspersoon kan ook worden opgericht voor een enkel project of een enkele transactie (SPV), of dienen om de aansprakelijkheid van een ondernemer voor zijn onderneming te beperken ('liability blocker'). Verder kan een rechtspersoon gebruikt worden om het bestuur van een onderneming of project te vergemakkelijken of te stroomlijnen, al dan niet in de vorm van een concern. 
De essentie van een rechtspersoon is de gelijkstelling met een natuurlijk persoon. Het is tevens een van de belangrijkste juridische ficties in het recht. Waar eerst slechts een groep van personen was die samen een aantal middelen samenbrachten om iets te bewerkstelligen, is er nu een entiteit die als een aparte en afgescheiden persoon functioneert en zelf als zodanig zelfstandig aan het rechtsverkeer kan deelnemen met een afgescheiden vermogen.

## Nederland
Rechtspersonen worden geregeld in Boek 2 van het Burgerlijk Wetboek.
Belangrijke aspecten van rechtspersonen zijn:
- Doelstelling
- Vertegenwoordiging
- Zeggenschap
- Aansprakelijkheid

### Doelstelling
Een rechtspersoon heeft altijd een doelstelling waarvoor de rechtspersoon is opgericht. Bijvoorbeeld, het maken van winst door handel te drijven, het behartigen van de belangen van een groep mensen, of het uitvoeren van een publieke taak.

### Vertegenwoordiging
Alleen een natuurlijk persoon kan een pen pakken en een handtekening onder een contract zetten. Daarom wordt een rechtspersoon altijd vertegenwoordigd door een of meer bestuurders of een gemachtigde daarvan. De handtekening van de bestuurder geldt als de handtekening van de rechtspersoon. Iedereen kan in het handelsregister van de Kamer van Koophandel nagaan welke personen gerechtigd zijn om namens een rechtspersoon op te treden. Omdat derden geen andere manier hebben om dit te controleren, kan een vennootschap de eventuele onjuistheid van het handelsregister niet aan derden tegenwerpen, die hier in goed vertrouwen op af zijn gegaan.
Het verschijnsel vertegenwoordiging bestaat ook tussen natuurlijke personen. Een minderjarige wordt bijvoorbeeld vertegenwoordigd door zijn wettelijke vertegenwoordiger.

### Zeggenschap
De zeggenschap binnen een rechtspersoon moet op de een of andere manier geregeld zijn. Er is een onderscheid tussen enerzijds de personen die de rechtspersoon naar buiten toe vertegenwoordigen (die voor de rechtspersoon kunnen tekenen), en anderzijds de personen die, of het orgaan dat de hoogste zeggenschap heeft, zoals bij de voorbeelden in de volgende tabel. 
| Rechtspersoon | Vertegenwoordigd door                                                     | Hoogste zeggenschap          |
| ------------- | ------------------------------------------------------------------------- | ---------------------------- |
| Gemeente      | burgemeester en wethouders (Nederland) burgemeester en schepenen (België) | gemeenteraad                 |
| Bedrijf       | de directeur van het bedrijf                                              | de aandeelhoudersvergadering |
| Vereniging    | de voorzitter en de secretaris                                            | de algemene ledenvergadering |
| Stichting     | de voorzitter en de secretaris                                            | het bestuur                  |

De zeggenschap is gewoonlijk geregeld in de statuten of in een wet.

### Aansprakelijkheid
Net zoals natuurlijke personen zijn ook rechtspersonen, als zelfstandig dragers van verplichtingen, zelf voor deze verplichtingen en voor hun eigen schade aansprakelijk.
Als de inkoper van een rechtspersoon die als fabrikant optreedt, op bevoegde wijze materiaal bestelt, is die inkoper niet persoonlijk aansprakelijk voor de schuld die de rechtspersoon als gevolg van de koop op zich neemt. Met andere woorden, als de rechtspersoon failliet gaat, kan de leverancier de eventuele vordering die hij als gevolg van de verkoop van het materiaal op de rechtspersoon heeft, in beginsel niet op de inkoper verhalen.
Ook een bestuurder is in beginsel niet aansprakelijk voor schulden van de rechtspersoon die de bestuurder vertegenwoordigt. Dit kan echter het risico inhouden dat een bestuurder onzorgvuldig of riskant gaat handelen in de wetenschap dat de vennootschap de lasten zal drage, een typisch voorbeeld van moral hazard. Daarom wordt bestuurders een zorgplicht opgelegd. In geval van verwijtbaar slecht bestuur kan een bestuurder echter wel door crediteuren van de rechtspersoon persoonlijk aansprakelijk gesteld worden. Deze regel is echter een uitzondering: hoofdregel is dat de vennootschap haar eigen verplichtingen draagt. Zie ook: bestuurdersaansprakelijkheid.
De rechtspersoon zal in principe wel aansprakelijk zijn voor alle handelingen van diens bestuurders, werknemers en organen die als handelingen van de rechtspersoon gelden. Dit kan zowel een aankoop als aangerichte schade betreffen.

### Ontbinding
Ontbinding van rechtspersonen wordt geregeld in artikel 19 van Boek 2 BW. Er is geen notaris bij nodig. Zie ook vereffening.

### Soorten rechtspersonen
Rechtspersonen bestaan in Nederland bij gratie van de wettelijke bepalingen van Boek 2 van het Burgerlijk Wetboek. Dit wetboek beschrijft een gelimiteerd aantal rechtspersonen:
- Op basis van Artikel 1[1] (publiekrechtelijke rechtspersonen: organisaties die zijn ingesteld om overheidstaken uit te voeren, waaraan door middel van een wettelijke regeling of besluit rechtspersoonlijkheid is toegekend):
  - De Staat der Nederlanden, ook kortweg de Staat
  - De provincies
  - De gemeenten
  - De waterschappen
  - Andere lichamen die krachtens de Grondwet verordenende bevoegdheid hebben
  - Uitvoerders van overheidstaken aan wie op basis van een wet rechtspersoonlijkheid is toegekend (vaak ZBO's), bijvoorbeeld de RDW, die de kentekenbewijzen voor motorvoertuigen uitgeeft en TNO
- Op basis van Artikel 2[2]:
  - Kerkgenootschappen en hun zelfstandige onderdelen of samenwerkingsverbanden. Deze worden voor wat betreft hun interne organisatie en zeggenschap door hun eigen regels geregeld.
- Op basis van Artikel 3[3] (privaatrechtelijke rechtspersonen: rechtspersonen voor particulier gebruik door groepen personen):
  - verenigingen
  - coöperaties
  - onderlinge waarborgmaatschappijen
  - naamloze vennootschappen
  - besloten vennootschappen met beperkte aansprakelijkheid
  - stichtingen

De opsomming van rechtspersonen in artikel 2:3 BW is limitatief, in die zin dat een figuur dat niet onder een van de genoemde rechtspersonen valt slechts rechtspersoonlijkheid kan bezitten als dit elders uit de wet voortvloeit. Verder worden enkele organisaties die rechtspersoonlijkheid bezitten, zoals de Vereniging van Appartementseigenaren, buurtschappen en schuttersgilden niet genoemd. Het gaat hier in het algemeen over rechtspersonen die reeds bestonden voor de invoering van het Burgerlijk Wetboek, en nadien in hun oude vorm zijn blijven voortbestaan.
Het wezenlijke verschil tussen publiekrechtelijke en privaatrechtelijke rechtspersonen ligt niet in het doel van de organisatie, maar in de wijze waarop de organisatie wordt opgericht. Zo kan een publiekrechtelijke rechtspersoon bijvoorbeeld worden opgericht door een aantal gemeenten, op grond van de Wet gemeenschappelijke regelingen. 
Op basis van Europese wetgeving heeft een Europees Economisch Samenwerkingsverband (EESV) ook rechtspersoonlijkheid, evenals de Europese Vennootschap (SE) en de Europese groepering voor territoriale samenwerking (EGTS).
Daarnaast werd er al lange tijd gesproken over het invoeren van een openbare vennootschap, maar in 2011 heeft de minister van Justitie een wetsvoorstel daartoe, het wetsvoorstel Personenvennootschappen, ingetrokken. Daarmee blijft er een helder onderscheid bestaan tussen enerzijds rechtpersonen en anderzijds samenwerkingsverbanden zonder rechtspersoonlijkheid (maatschap, vof, cv, rederij). 
Na de inwerkingtreding van het Verdrag van Lissabon heeft de Europese Unie ook rechtspersoonlijkheid verkregen.
Organisaties die op grond van buitenlandse wetten rechtspersoonlijkheid hebben, kunnen ook in Nederland als rechtspersoon optreden.

### Bevoegdheden van rechtspersonen
Een rechtspersoon staat wat het vermogensrecht betreft in principe met een natuurlijk persoon gelijk. Dus waar het gaat om bezittingen, schulden, het sluiten van contracten en het voeren van processen mag een rechtspersoon hetzelfde als een natuurlijk persoon.

### Strafbaarheid van rechtspersonen
Het strafrecht geldt ook voor rechtspersonen. Dit is bepaald in artikel 51 van het Wetboek van Strafrecht. Daarmee is echter niet alles gezegd. Rechtspersonen zijn immers 'papieren' personen: ze bestaan slechts op papier en kunnen niet handelen zoals natuurlijke personen (mensen) dat kunnen. Daarom moet bepaald worden welke handelingen van mensen wel en welke niet aan een rechtspersoon kunnen worden toegerekend. Het Wetboek van Strafrecht biedt hiervoor echter geen aanknopingspunten. Daarom heeft de Nederlandse rechter (in deze: de Hoge Raad) die aanknopingspunten moeten opstellen om de rechtbanken en de gerechtshoven een praktisch handvat te geven voor hun beslissingen. Daarnaast waren die aanknopingspunten van belang om de burger (binnen en buiten rechtspersonen) duidelijkheid en daarmee rechtszekerheid te geven. Deze zijn vastgesteld door de Hoge Raad in een beslissing van 21 oktober 2003 (gepubliceerd in Administratieve Beslissingen 2004, nr. 310) in rechtsoverweging 3.4. Rechtspersonen kan men een geldboete opleggen van een categorie hoger dan in de delictsomschrijving staat.
Wanneer eenmaal is vastgesteld dat de rechtspersoon strafbaar gehandeld heeft, kunnen ook degenen (natuurlijke personen) "die tot het feit opdracht hebben gegeven, alsmede tegen hen die feitelijke leiding hebben gegeven aan de verboden gedraging" strafrechtelijk aansprakelijk worden gesteld.
Het merendeel van de rechtspersonen is verplicht een jaarverslag te publiceren.

## België

### Publiekrecht
In België worden de publiekrechtelijke rechtspersonen enerzijds geconstitueerd door de gecoördineerde grondwet van 17 februari 1994 (Belgische Staat) en anderzijds door een aantal officiële besluiten uitgaande van verschillende overheden en gepubliceerd in het Belgisch Staatsblad.
De Belgische Staat kent de volgende deelentiteiten:
- 3 Gemeenschappen: Vlaamse Gemeenschap, Franse Gemeenschap en de Duitstalige Gemeenschap
- 3 Gewesten: Vlaams Gewest, Waals Gewest en het Brussels Hoofdstedelijk Gewest
- 10 Provincies : West-Vlaanderen, Oost-Vlaanderen, Antwerpen, Limburg, Vlaams-Brabant, Waals-Brabant, Henegouwen, Namen, Luik en Luxemburg
- 589 Gemeenten

Artikel 3 van de Bijzondere Wet van 8 augustus 1980 tot hervorming der instellingen bepaalt uitdrukkelijk de rechtspersoonlijkheid van het Vlaamse en Waalse Gewest en de Vlaamse en Waalse gemeenschap. Voor het Brussels Hoofdstedelijk Gewest en de Duitstalige Gemeenschap is dat respectievelijk het artikel 3 van de Bijzondere Wet van 12 januari 1989 m.b.t. de Brusselse Instellingen en artikel 2 van de wet van 31 december 1983.
Andere publiekrechtelijke rechtspersonen zijn bijvoorbeeld publieke ziekenhuizen en rijksuniversiteiten.

### Privaatrecht
In België worden de privaatrechtelijke rechtspersonen vanaf 1 mei 2019 wettelijk gereglementeerd in het Wetboek van Vennootschappen en Verenigingen. Daarvoor was dit door onder meer het wetboek van vennootschappen (2019) en de vzw-wet (1921). Voor entiteiten die al vóór 1 mei 2019 bestonden, werd een overgangsperiode van 5 jaar uitgewerkt.
België kent volgende vennootschappen:
- maatschap (incl. vennootschap onder firma (vof) en Commanditaire vennootschap (CommV))
- besloten vennootschap (bv)
- naamloze vennootschap (nv)
- coöperatieve vennootschap (cv)

België kent de volgende verenigingen:
- vereniging zonder winstoogmerk (vzw)
- internationale vereniging zonder winstoogmerk (ivzw)
- stichtingen van openbaar nut (son)
- private stichting (ps)

## Misbruik van rechtspersonen
Rechtspersoonlijkheid is een zeer oud concept, en het gebruik van rechtspersonen heeft zich uitgebreid tot manieren waarin oorspronkelijk nooit was voorzien, zoals bij SPVs die voor project- en vliegtuigfinancieringen en securitizaties worden gebruikt. Omdat een rechtspersoon gelijkgesteld is aan een natuurlijk persoon maar dit niet is, zijn rechtspersonen gevoelig voor misbruik. Voorbeelden van controversieel gebruik of misbruik van rechtspersonen zijn:
- Belastingfraude;
- De rechtspersoon strafbare feiten laten plegen zodat de natuurlijke personen erachter buiten schot blijven;
- Witwassen en financiering van terrorisme;
- Fraude, zoals bijvoorbeeld in het Enronschandaal;
- Gebruik maken van buitenlandse rechtspersonen die lichtere of geen controle-eisen hebben;
- De rechtspersoon voor een ander doel gebruiken dan waar de rechtsvorm voor is bedoeld;
- Gelden buiten bereik van crediteuren of de belastingdienst wegsluizen;
- Het inzetten van stromannen en katvangers als directeuren en aandeelhouders.

Misbruik wordt bestreden door onder andere het toepassen van customer duediligence (KYC) door dienstverleners, waarbij de hele structuur inclusief de uiteindelijk economisch belanghebbende of beslissingmaker (ultimate beneficial owner, UBO) moet worden geïdentificeerd. In principe wordt verwacht dat deze UBO een natuurlijk persoon is. De Wet van 24 juni 2020 tot wijziging van de Handelsregisterwet 2007, de Wet ter voorkoming van witwassen en financieren van terrorisme en enkele andere wetten in verband met de registratie van uiteindelijk belanghebbenden van vennootschappen en andere juridische entiteiten ter implementatie van de gewijzigde vierde anti-witwasrichtlijn (Implementatiewet registratie uiteindelijk belanghebbenden van vennootschappen en andere juridische entiteiten) regelt het bijhouden en centraal registreren van informatie over de uiteindelijk belanghebbenden van in Nederland opgerichte vennootschappen en andere juridische entiteiten. 
Daarbij zijn rechtspersonen vaak verplicht informatie te publiceren en zijn naarmate hun activiteit verplicht tot verdere rapportage en openbaarmaking. Een ander instrument tegen misbruik is bestuurdersaansprakelijkheid, waarin de bestuurder aansprakelijk kan worden gesteld voor schulden of schade van of veroorzaakt door de vennootschap. Ook kunnen in extreme gevallen aandeelhouders en derden aansprakelijk worden gesteld, indien ze zich als bestuurders van de vennootschap gedroegen. Uiteraard is een rechtspersoon in principe op dezelfde manier als een natuurlijk persoon aansprakelijk voor zijn handelen, en dient deze hier evenals een natuurlijk persoon met diens hele vermogen voor in te staan.